# Sigmatomera victoriae
Sigmatomera victoriae är en tvåvingeart som först beskrevs av Alexander 1924.  Sigmatomera victoriae ingår i släktet Sigmatomera och familjen småharkrankar. Inga underarter finns listade i Catalogue of Life.